# リードタイム
リードタイム（lead time）は、生産・流通・開発などの現場で、工程に着手してから全ての工程が完成するまでの所要期間である。

## 概要
トヨタ自動車発祥の和製英語と言われることもあるが、1945年にアメリカ合衆国での使用例がある。手配番数（てはいばんすう）、略して手番（てばん）という。
ここで言う所要期間とは、実際の作業（製造なら加工）の期間だけでなく、発注から納品までの全期間である。作業を始めるまでの期間、待ち時間、検査・運搬などのための期間なども含む。
複数のラインが稼動しても原則としてリードタイムは短縮されないが、工程が完了する間隔は短縮される。これをサイクル・タイムという。たとえば、リードタイム10日で2つのラインが稼動していれば、サイクル・タイムは5日となる。